# Twelve Tribes communities
Las Doce Tribus es un nuevo movimiento religioso fundado por Gene Spriggs que surgió del movimiento de Jesús en 1972 en Chattanooga, Tennessee. El movimiento de Jesús fue un movimiento cristiano evangélico que comenzó en la Costa oeste de los Estados Unidos a finales de los años 1960 y principios de los años 1970. El grupo se llama a sí mismo un intento de recrear la iglesia del siglo I tal como se describe en el Libro de los Hechos ; el nombre "Doce Tribus" también se deriva de una cita del Apóstol Pablo en Hechos 26:7.
Los orígenes del grupo en Chattanooga llevaron a que se plantaran iglesias en las áreas circundantes. A finales de los setenta, el grupo fundó una comunidad en Island Pond, Vermont . A medida que su relación con la comunidad de Chattanooga se deterioró, el grupo finalmente dejó Tennessee y se trasladó principalmente a Vermont.
Las creencias de las Doce Tribus se asemejan a las del Fundamentalismo cristiano, el Movimiento de las raíces hebreas, el Judaísmo mesiánico y el Movimiento del Nombre Sagrado, sin embargo, el grupo cree que todas las demás denominaciones cristianas están caídas, y por lo tanto se niegan a alinearse con ninguna denominación o movimiento. El grupo tiene unas reglas estrictas de cortejo y sus puntos de vista sobre la crianza de los hijos han sido fuente de controversia. El grupo se sustenta a sí mismo a través de la operación de varios negocios, la mayoría de los cuales giran en torno a la agricultura, así como cafés y restaurantes alrededor de distintos países.

## Historia

### Orígenes
Los orígenes del movimiento de las Doce Tribus se remontan a un grupo para adolescentes que se llamó "Light Brigade"  en 1972. El grupo operaba desde una pequeña cafetería llamada "The Lighthouse"(El Faro) en la casa de Gene Spriggs y su esposa Marsha. La Brigada Ligera comenzó a vivir en comunidad y abrió un restaurante llamado "The Yellow Deli" mientras sus miembros asistían a varias iglesias, antes de que decidieran unirse a la Primera Iglesia Presbiteriana . Los miembros de la Brigada Ligera, mientras estaban afiliados a First Presbyterian, causaron fricciones dentro de su establecimiento al traer a cualquiera que estuviera dispuesto a acompañarlos, incluidos miembros de diferentes clases sociales y grupos raciales, una práctica que no se practicaba en ese momento. El 12 de enero de 1975, el grupo llegó a First Presbyterian solo para descubrir que el servicio había sido cancelado para el Super Bowl, esto llevó al grupo a formar The Vine Christian Community Church. Durante este tiempo, la iglesia "plantó" iglesias, cada una con su propio Yellow Deli, en Dalton y Trenton, Georgia ; Menton, Alabama ; y Dayton, Tennessee .
Su retiro de la corriente principal religiosa convirtió lo que había sido una relación llena de fricciones en un clamor contra ellos. Comenzaron a celebrar sus propios servicios, a los que llamaron "Masa crítica" en Warner Park, nombrando ancianos y bautizando a personas fuera de cualquier autoridad denominacional. El deterioro de la relación entre el grupo y la comunidad religiosa y secular de Chattanooga atrajo la atención del Comité de Padres para Liberar a Nuestros Hijos de los Hijos de Dios y la Fundación para la Libertad de los Ciudadanos, quienes calificaron a la iglesia de secta y atacaron duramente a Spriggs como líder de la secta. Esto condujo a lo que el grupo llama hoy el "Miedo a la secta" a finales de los setenta. Una serie de desprogramaciones a partir del verano de 1976 fueron realizadas por Ted Patrick . Sin embargo, el grupo ignoró en gran medida la prensa negativa y el mundo en general, y continuó operando sus negocios abriendo el café Areopagus y un segundo local de "Yellow Deli"  en el centro de Chattanooga. En 1978, se recibió una invitación de una pequeña iglesia en Island Pond, Vermont para que Spriggs oficiara allí; la oferta fue rechazada, pero el grupo comenzó a mudarse por etapas al pueblo rural, nombrando a la iglesia allí The Northeast Kingdom Community Church. Uno de los últimos casos de desprogramación de Patrick en Chattanooga ocurrió en 1980; se trataba de un detective de la policía que, según Swantko, hizo arrestar a su hija de 27 años con una orden de arresto falsificada para facilitar su desprogramación, con el apoyo de jueces locales. El grupo continuó moviéndose, cerrando todos sus "Yellow Delis" e iglesias asociadas, excepto la de Dalton. En un momento, un líder admitió que el grupo estaba profundamente endeudado antes de cerrar la iglesia de Dalton y trasladar a los últimos miembros a Vermont.

### Traslado a Vermont

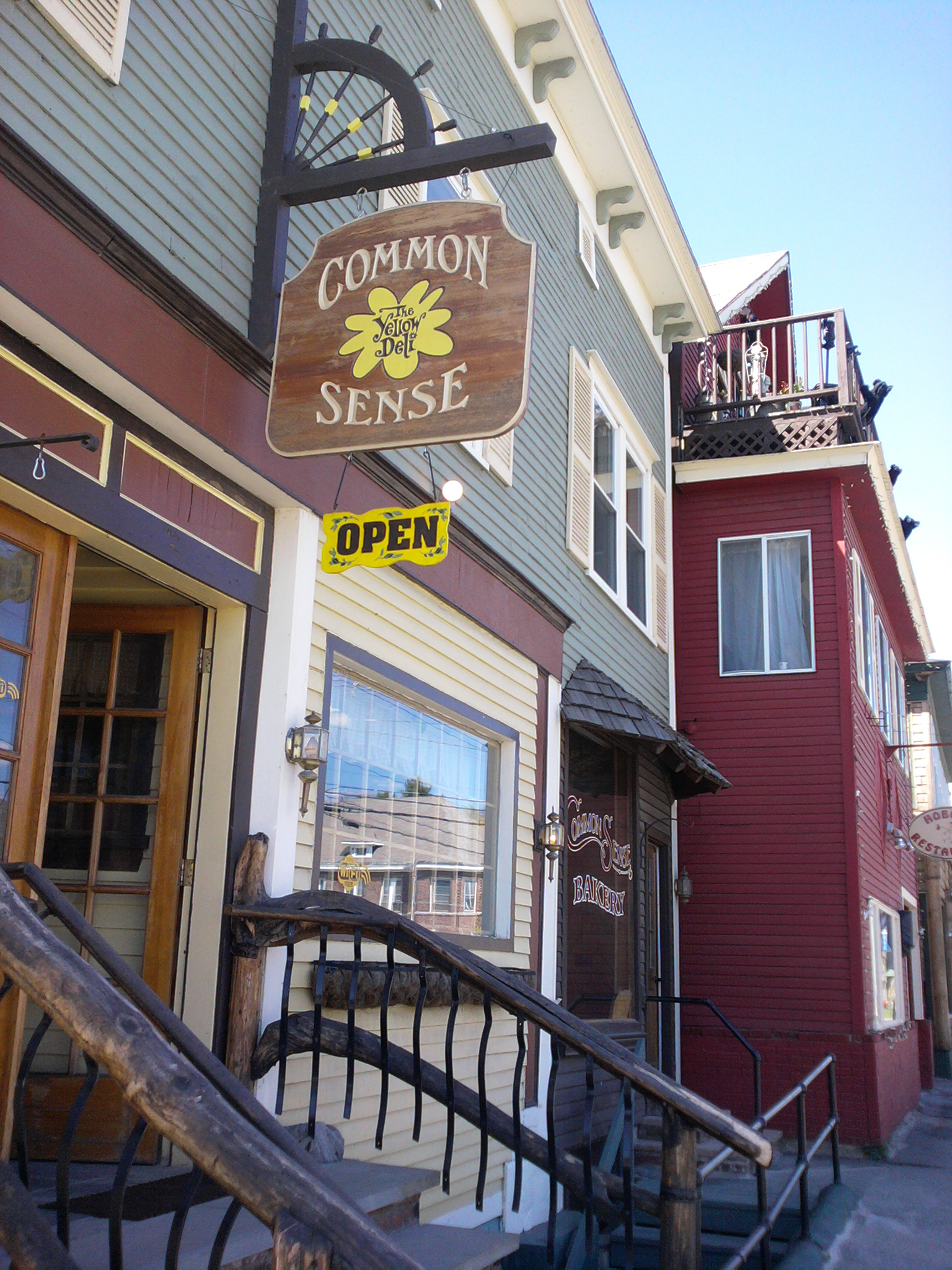
Common Sense Cafe y Yellow Deli en Island Pond, Vermont; propiedad y operado por Doce Tribus. Cerrado permanentemente, a partir de 2019

El traslado al Estado de Vermont, junto a un período inicial de dificultades económicas, hizo que algunos miembros abandonaran la organización. La Citizen's Freedom Foundation realizó varias reuniones en Barton para llamar la atención sobre el grupo. La Citizen's Freedom Foundation había hecho denuncias de control mental en Chattanooga, pero ahora hizo acusaciones de abuso infantil . En 1983, se presentaron cargos contra Charles "Eddie" Wiseman (un anciano del grupo) por un delito menor de agresión simple ; esto, combinado con múltiples casos de custodia de menores, formó la base para una orden de allanamiento. El 22 de junio de 1984, la Policía Estatal de Vermont y los Servicios de Rehabilitación Social de Vermont se hivieron cargo de 112 niños. Cuarenta casos fueron desestimados porque los padres se negaron a dar los nombres de sus hijos. Debido a lo que el grupo percibió como un malentendido masivo de los eventos y preocupaciones que condujeron y rodearon la redada, sus miembros comenzaron relaciones formales con sus vecinos. Dos meses después de la redada, el caso contra Wiseman se vino abajo después de que el testigo principal se retractara y dijera que estaba bajo coacción del movimiento anti sectario . El caso se abandonó más tarde en 1985 después de que un juez dictaminara que a Wiseman se le había negado el derecho a un juicio rápido . El defensor de Eddie Wiseman, Jean Swantko, que había estado presente durante la redada, se unió más tarde y se casó con Wiseman.

### Expansión

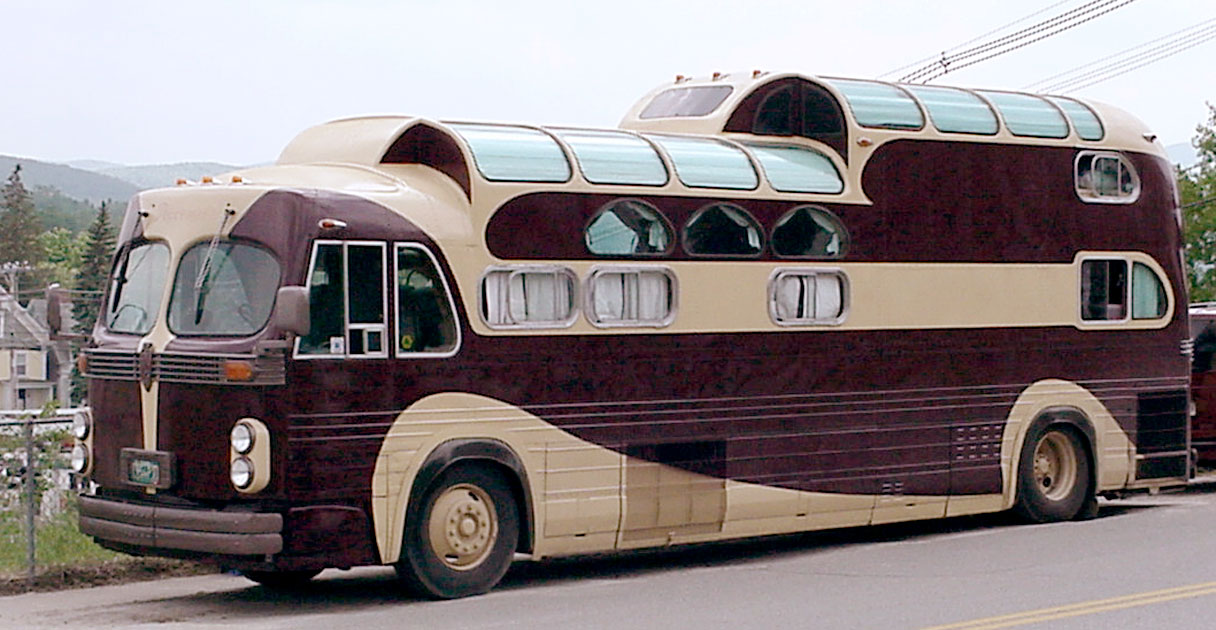
El autobús Peacemaker 1 en el aniversario de la incursión del 22 de junio de 1984 en Island Pond, Vermont.

En 1989, la organización ya había sido ampliamente aceptada en la localidad de Island Pond y creció exponencialmente durante las décadas de 1980 y 1990, abriendo sucursales en varios países fuera de EE.UU, incluidos Canadá, Australia, Brasil, España, Alemania, Argentina y el Reino Unido . Durante esta fase de expansión, el grupo usó el nombre de Comunidades Mesiánicas, antes de decidir cambiarse el nombre de Las Doce Tribus. Hasta mediados de la década de 2000 (década), el grupo siguió siendo motivo de controversia, con acusaciones de trabajo infantil, interferencia de custodia, y educación en el hogar ilegal. En 2006, el grupo celebró una reunión para miembros y amigos de Vine Christian "Community Church" y el antiguo Yellow Deli en Warner Park, anunciando una nueva comunidad en Chattanooga. El movimiento procedió a abrir un nuevo Yellow Deli en 2008, casi 30 años después de dejar Chattanooga.

### Muerte del fundador
El fundador del movimiento, Elbert Eugene Spriggs Jr. (18 de mayo de 1937 - 11 de enero de 2021), falleció en el año 2021 mientras visitaba la comunidad de Hiddenite, Carolina del Norte . Dentro del movimiento, Spriggs también era conocido por el nombre hebreo "Yoneq".A pesar de haber fundado decenas de comunidades, incluido un castillo en Francia, Elbert no tenía ninguna propiedad a su nombre, ni cuentas bancarias. Dejó un legado de cientos de enseñanzas recopiladas en medio centenar de libros, en los que en ninguno aparece su nombre, ya que su preocupación era que se buscara la gloria de Dios y no la propia.

## Creencias y prácticas
Las creencias de las Doce Tribus son perecidas a las del Fundamentalismo cristiano, el Movimiento de las raíces hebreas, el Judaísmo mesiánico y el Movimiento del Nombre Sagrado; sin embargo, el grupo cree que todas las demás denominaciones cristianas están acabadas, y por lo tanto, se niega a alinearse con ninguna denominación o movimiento denominacional. El grupo cree que para que el Mesías regrese, la Iglesia debe ser restaurada a su forma original como se describe en la Biblia. Esta restauración no es simplemente la restauración de la iglesia del siglo primero, sino la creación de un Nuevo Israel que debe consistir en Doce Tribus que están ubicadas en doce regiones geográficas. Parte de esta restauración es el regreso a la observancia del Sabbat, manteniendo la Ley mosaica incluyendo las leyes dietéticas y las festividades . Esta interpretación de la restauración profetizada de Am Israel, combinada con la inmoralidad percibida en el Mundo lleva al grupo a creer que ha llegado el fin de los tiempos, aunque no se ha fijado una fecha.
Un aspecto destacado del grupo es su insistencia en usar el nombre "Yahshua ", en vez de Jesús, debido a que el nombre Jesus es una traducción griega, y la letra J no se utilizaba en aquel entonces. También hacen referencia al verso en Mateo 1: 21, donde el ángel anunció que se llamaría "......" porque salvara a su pueblo de sus pecados,  y "Yahshua" en Hebreo significa Salvacion de Dios. El grupo otorga de manera similar a cada miembro un nombre hebreo que tiende a reflejar la personalidad del individuo.

### Liderazgo y estructura
El liderazgo interno del grupo está estructurado como una serie de consejos que consta de consejos locales, consejos regionales y un consejo apostólico global; el grupo también es supervisado dentro de estos consejos por un número fluido de maestros, diáconos, diaconesas, ancianos y apóstoles. Gene Spriggs es muy apreciado como la primera persona en abrir su hogar a los hermanos y hermanas, pero los miembros afirman que no lo consideran solo como una figura meramente decorativa espiritual, sino como alguien que lidero, como ejemplo de una vida entregada al servicio de los demás.
El grupo opera negocios con ánimo de lucro, pero con un propósito religioso y una tesorería común". La comunidad paga los impuestos sobre la propiedad, y la estructura 501(d) tiende a resultar en una obligación de impuestos sobre la renta,algo que no desean evitar, incluso en lugares como Estados Unidos, donde el registro federal de entidades religiosas las hace exentas de pagar impuestos, ellos toman literalmente el verso en Mateo 22:21 donde se le cuestiona a Jesús el tema de los impuestos, y replica: "dar al cesar lo que es del cesar y a Dios lo que es de Dios"

### Cortejo y matrimonio
El noviazgo dentro de la comunidad implica un "período de espera"  en el que el hombre o la mujer expresa su deseo de conocer a la otra persona. Luego, la pareja recibe información de la comunidad mientras pasan tiempo juntos. La pareja está prometida (comprometida) si sus padres (o toda la comunidad, si son adultos) confirman su amor y compatibilidad; luego se permite que los implicados se tomen de las manos.
Las bodas son representaciones dramatizadas  de "las bodas del cordero", profecía bíblica que el grupo cree que sucederá al final de los tiempos, cuando "Yahshua" regrese a la tierra a por su novia .

### Problemas y actuaciones relacionadas con los niños
Se ha observado que los niños juegan un papel central en las creencias escatológicas del grupo, especialmente los hijos. Las Doce Tribus creen que la educación de los hijos es responsabilidad de los padres, y que estos deben hacer cumplir adecuadamente que aprendan que hay consecuencias por la transgresión o el pecado (acción, palabras, comportamiento injustos), para ptocurar que el niño mantenga un estado de conciencia limpia. Esto hace que el niño comprenda la responsabilidad de las decisiones que toma. Con el tiempo, los hijos de los hijos estarán mejor equipados para hacer frente o "superar" las faltas de sus predecesores. Esto permitirá que las futuras generaciones del grupo sean, con suerte, los "144.000" del Apocalipsis 7. Los niños son educados en casa . Dentro del grupo, los adolescentes pueden realizar prácticas en las industrias del grupo para aprender oficios que complementen su educación. El grupo reconoce el uso de castigos físicos con una especie de vara parecida a un junco fino, en el trasero del niño, aunque muchos exmiembros, incluidos los niños criados en el grupo, dicen que los castigos pueden incluir implementos mucho más severos. Los miembros del grupo no envían a sus hijos a la universidad porque los educan para recibir la convicción de los padres de llevar una vida espiritual dedicada al servicio de los demás, y no que estudien carreras universitarias, orientadas a la prosperidad individual.
Las 12 Tribus culpan a la Revolución verde en gran parte de la agitación social masiva y la ruptura del núcleo familiar. Señalan que el aumento de la productividad agrícola del siglo XX como una fuerza que empuja a las mujeres a trabajar fuera de su hogar y otras formas de desconexión social.
Practican sólo la la agricultura orgánica y se oponen al uso de cultivos genéticamente modificados bajo las normas orgánicas . : 28–29 Incluso cuando se comparan a sí mismos con otros grupos religiosos, comparan negativamente a otros con semillas genéticamente modificadas y a sí mismos positivamente con el trasfondo genético natural preexistente de un cultivo .

## Negocios
Las Doce Tribus intentan financiarse a través de medios que permitan a sus miembros trabajar juntos, sin necesidad de buscar empleo externo. Los negocios que el grupo posee y opera incluyen:
- Parchment Press: Una empresa de impresión que ofrece servicios de impresión, y también imprime y vende la literatura del grupo.[37]
- BOJ Construction: un contratista general con sede en Plymouth, Massachusetts y que opera a nivel nacional[38]
- Commonwealth Construction: empresa de construcción, principalmente en el sureste de EE. UU.[39][40]
- Greener Formulas: una empresa de investigación y desarrollo de jabones y cuidado corporal vinculada a su otro negocio, Common Sense Farm[41]
- Common Sense Farm: una instalación de fabricación y distribución de jabones y productos para el cuidado corporal ubicada en la granja del grupo en Cambridge, Nueva York[42]
- Simon the Tanner: una cadena de zapaterías / proveedores de artículos para actividades al aire libre, actualmente con ubicaciones en New Hampshire y Vermont[43]
- Maté Factor: una empresa de importación de yerba mate que también administra dos cafés, en Manitou Springs, Colorado y Savannah, Georgia[44][45]
- Tribal Trading: una empresa de distribución de alimentos orgánicos con sede en Irún, España[46]
- Una granja en Kansas .[47]
- Un negocio de construcción en Colorado . Para esa comunidad en particular, la industria de la construcción es su principal éxito financiero.[47]

El grupo también gestiona cadenas de restauración:
- Restaurantes Yellow Deli[45] (Esta misma cuenta con dos establecimientos en la provincia de Guipúzcoa)
- Restaurantes de Café

## Controversias

### Movimiento anti-sectario
Bob Pardon, el director ejecutivo del movimiento anti sectas cristiano Instituto de Investigación Religiosa de Nueva Inglaterra afirma en su informe que "Las Comunidades Mesiánicas, bajo el liderazgo de Spriggs, han tendido hacia un autoritarismo extremo" y una "herejía de Galacia". Doce Tribus han respondido línea por línea al informe y continúan impugnando sus "grandes errores, distorsiones, malentendidos y juicios erróneos", mientras critican el uso intensivo de apóstatas en su informe.
En Francia, el grupo fue incluido en el Informe Gubernamental de 1995 de la Comisión Parlamentaria de sectas en Francia con el nombre de "Ordre apostolique - Entorno curativo terapéutico".
Jean Swantko, miembro de Las 12 Tribus, y su esposo, Ed Wiseman, se han esforzado por combatir el estigma social y el movimiento en contra de las sectas al entablar un diálogo con exmiembros hostiles.[cita requerida] los medios de comunicación y las autoridades gubernamentales. Swantko, quien también representa al grupo en asuntos legales, se ha presentado en conferencias académicas incluyendo CESNUR Asociación de Estudios Comunales y Sociedad para el Estudio Científico de la Religión así como un capítulo en Religión reguladora de James T. Richardson : estudios de casos de todo el mundo.
Las Doce Tribus han sido citadas por Stuart A. Wright como un grupo que sufre de "desproporcionalidad de principio a fin" en la cobertura de los medios. Según Wright, los medios a menudo se enfocan en cargos sin fundamento contra el grupo, pero a medida que se investigan los cargos y los casos, estos se desmoronan, los medios los cubren significativamente menos al final que al principio. Wright luego afirma que esto deja al público con la impresión de que el grupo era culpable de los cargos refutados.

### La redada en Island Pond
El 22 de junio de 1984, la policía del estado de Vermont llegó a las residencias de Island Pond de las 12 Tribus y tomó la custodia de cientos de miembros del grupo con sus hijos, según una investigación de acusaciones de abuso infantil. Todos los casos fueron desestimados cuando un juez determinó que la orden de allanamiento era inconstitucional. La redada de Island Pond se ha mantenido prominente en la historia legal de Vermont y fue el tema de un seminario de la Asociación de Abogados de Vermont en 2006. [ se necesita una fuente no primaria ] El grupo celebró eventos de aniversario tanto en 1994 como en 2000; y produjo un documental de 75 minutos. El Capítulo de Vermont de la ACLU también criticó la redada, calificándola de "aterradora" y "la mayor privación de libertades civiles que ha ocurrido en la historia reciente de Vermont". Richard Snelling, el entonces gobernador de Vermont que había autorizado la redada, supuestamente provocó el "fuego político más candente de su carrera" en las semanas posteriores; mientras que el fiscal general de Vermont, John J. Easton Jr., atribuyó el allanamiento a su campaña para la gobernación. En 1992, John Burchard, quien había sido Comisionado Estatal de Servicios Sociales y de Rehabilitación, y Vanessa L. Malcarne, publicaron un artículo en Behavioral Sciences and the Law, alentando cambios en la ley que habrían permitido que la redada tuviera éxito.

### Enseñanzas sobre los judíos
El grupo enseña que los judíos son colectivamente responsables por la muerte de Cristo, citando a Mateo 27:25 . A menudo se les etiqueta como antisemitas, aunque el grupo niega repetidamente esta acusación. Sus miembros llevan nombres hebreos, guardan el Sabbat y las festividades judías de Pésaj, Yom Kipur y Sucot. Los jóvenes realizan celebraciones de Bar Mitzvah y Bat Mitzvah, regularmente realizan bailes típicos israelíes. además de haber judíos entre ellos, incluidos varios ciudadanos del estado de Israel.

### Trabajo infantil y educación en el hogar
En 2001, The New York Post publicó un artículo acusando al grupo de llevar a cabo trabajo infantil; y luego se atribuyó a sí mismo como haber impulsado la investigación. Las Doce Tribus respondieron con una conferencia de prensa en la "Common Sense Farm" donde se había llevado a cabo el presunto trabajo infantil. The Twelve Tribes informó que durante una inspección aleatoria realizada por Estée Lauder Companies, la compañía descubrió que varios jóvenes de 14 años habían sido encontrados ayudando a sus padres en la fábrica. Este informe fue confirmado más tarde por Estée Lauder, quien rescindió su contrato con los productos Common Sense. La declaración oficial del grupo en la conferencia de prensa indicó que creían que era un negocio familiar y que los niños deberían poder ayudar a sus padres en el negocio sin "disculparse" por ello. El Departamento de Trabajo del Estado de Nueva York declaró que tenían la intención de visitar los cinco negocios de las Doce Tribus. El fiscal general del estado, Eliot Spitzer, afirmó que los aprendizajes equivalían a servidumbre por contrato y eran ilegales. Sundance Catalog de Robert Redford, que había contratado a Common Wealth Woodworks (otra de las industrias del grupo que fabricaba muebles), también rescindió su contrato como respuesta a las acusaciones. El Departamento de Trabajo no encontró violaciones en Common Sense Farm o Commonwealth Woodworks. Propusieron una multa a otras dos industrias: $2,000 por denuncias de violaciones de la ley de trabajo infantil que el portavoz del grupo, Jean Swantco Wiseman, fue citado en un artículo de noticias diciendo que eran para un joven de 15 años que empujaba una carretilla y otro de 15 años años cambiando una bombilla .
En junio de 2018, se inició otra investigación del estado de Nueva York acerca de "Common Sense Farm", que arrojó acusaciones de trabajo infantil, luego de que un artículo de Inside Edition revelara que había niños trabajando en la fábrica de jabón del grupo. La empresa Greener Formulas, propiedad de Twelve Tribes, había contratado marcas como Acure y Savannah Bee para fabricar sus productos de cuidado corporal de marca privada y estaba utilizando las instalaciones de "Common Sense Farm" (también propiedad del grupo) para la producción. Desde entonces, tanto Acure como Savannah Bee han rescindido sus contratos con Greener Formulas.
En Alemania y Francia, las controversias se centraron en los temas de educación en el hogar, salud, abuso infantil y libertad religiosa. El grupo ha estado en conflicto varias veces con las autoridades de Alemania y Francia por la educación en el hogar de sus hijos, con una disputa particularmente larga y prolongada entre la comunidad de Klosterzimmern, en el municipio de Deiningen, Baviera, y las autoridades educativas bávaras. La educación en el hogar es ilegal en Alemania, con raras excepciones . Cuando las multas y los arrestos no surtieron efecto en la comunidad, las autoridades otorgaron al grupo el derecho de operar una escuela privada en las instalaciones de la comuna en 2011, bajo supervisión estatal. El acuerdo implicaba que la escuela no enseñaría educación sexual y evolución . Las autoridades revocaron el derecho de funcionamiento de la escuela en 2013, luego de que se negara a responder a las denuncias de abuso físico y falta de personal docente certificado.

### Puntos de vista sobre la esclavitud
Según un informe de 2018 del Southern Poverty Law Center, las Doce Tribus enseñan a sus seguidores que la Biblia sostiene que los negros debían ser sirvientes de los blancos y que "la esclavitud fue una maravillosa oportunidad para los negros y que habrían estado peor sin ella." Sin embargo, hay miembros negros de las Doce Tribus, lo que enseñan que "se acabó la esclavitud para los que creen". El SPLC concluye que dado que los miembros de las Doce Tribus solo se ven a sí mismos como los verdaderos creyentes, esto no se aplica a ninguna persona negra fuera del grupo.

### Otros asuntos
El 5 de septiembre de 2013, la policía alemana allanó dos comunidades pertenecientes a las Doce Tribus y se llevó a 40 niños para protegerlos de los supuestos abusos. Los motivos de la redada fueron las filmaciones de un reportero de televisión, Wolfram Kuhnigk, quien logró grabar en secreto cómo una madre le daba unos azotes en el trasero, a su hijo con una varita. El grupo admite que usan una "vara parecida a un junco" para disciplinar, pero niega haber abusado de sus hijos. La socióloga de religión Susan Palmer señaló que los médicos no encontraron evidencia de maltrato en septiembre de 2013 luego de las redadas policiales. En 2018, el Tribunal Europeo de Derechos Humanos confirmó la medida alemana de retirar a los niños de la secta. [ fuente no primaria necesaria ]
El 26 de junio de 2018, el grupo religioso apareció en el canal Vice HD en los Estados Unidos en un episodio de su serie Cults and Extreme Belief, cuando el exmiembro Samie Brosseau acusó al grupo de prácticas abusivas.
En julio de 2019, el FBI publicó un resumen de 40 páginas de los resultados de una investigación preliminar cerrada derivada de denuncias de abuso infantil en la propiedad Hiddenite NC del grupo. Los documentos revelaron la existencia de otras investigaciones a lo largo de los años para incluir sospechas de abuso infantil en otros recintos. También hubo denuncias más extrañas, incluidas muertes que se consideraron sospechosas, denuncias de rarezas durante los rituales espirituales, así como denuncias sin fundamento relacionadas con la conducta del fundador Gene Spriggs durante su tiempo en las Fuerzas Armadas. Los documentos también revelan la existencia de una investigación federal (ahora cerrada) sobre si el estado de Vermont había violado los derechos civiles del grupo en la redada de 1984. [ fuente no primaria necesaria ]
El 19 de febrero de 2020, la policía de Nueva Gales del Sur, Australia, ejecutó una orden de registro como parte de Strike Force Nanegai, en la propiedad del grupo Peppercorn Creek Farm, incautando documentos y otras pruebas en lo que ha sido una investigación prolongada sobre denuncias de abuso infantil en el grupo. El 3 de marzo de 2020, la policía regresó para una operación de búsqueda más extensa de bebés muertos enterrados en la propiedad de Peppercorn Creek Farm y otra de las propiedades del grupo. El 7 de marzo, un informe actualizado dijo que se encontró el cuerpo de al menos un bebé en la granja. En septiembre de 2020, la policía de NSW anunció en un comunicado que anticipaba el cierre de la investigación a fines de 2020 o principios de 2021. No se ha anunciado ningún cierre oficial ni cargos penales a partir de octubre de 2021.
En enero de 2022, las primeras investigaciones sobre el origen del incendio de Marshall en el condado de Boulder, Colorado, sugirieron que una propiedad residencial de las Doce Tribus podría haber sido el punto de origen del incendio. La investigación del incendio provocó un renovado escrutinio de los medios sobre el grupo del área de Boulder. En febrero de 2022, la oficina del alguacil del condado de Boulder dijo que la investigación sobre la causa del incendio sigue en curso y que todavía estaba considerando las minas de carbón, las líneas eléctricas y la actividad humana en el área como posibles causas del incendio.

## Alcance

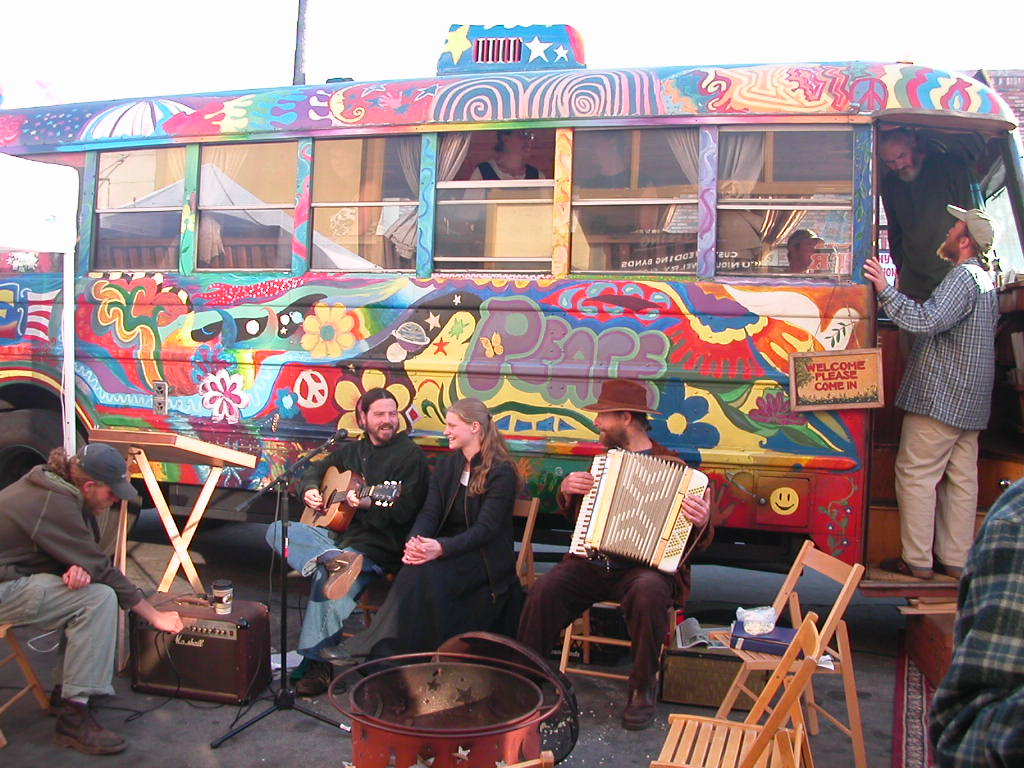
'Autobús hippie' en California

Las Doce Tribus utilizan operaciones móviles y vehículos para evangelizar en varios eventos.
- Peacemaker Marine : un velero Bergantín-goleta de clase A comprado y restaurado por el grupo que navega por la Costa este de los Estados Unidos. El grupo ahora da giras y evangeliza en los puertos.[92]
- Autobuses Peacemaker I y II : un Scenicruiser PD-4501 personalizado con un piso adicional desde el techo de un Aerocoach.[93][94]
- El grupo instala una carpa de primeros auxilios en varios eventos.[95]